# 西村ひよこちゃん
西村 ひよこちゃん（ニシムラ ひよこちゃん）は日本のDJである。
セーラー服にボブヘアで現れ、自らをDJまがいと呼ぶプレイスタイルは特異。セットリストを全く作らず、洋邦ダンスTOP40テクノhiphopROCKpopR&B、アニメアイドルとALLMIXというよりオールジャンルをショートクイックで流し、ラーメンの湯切り、しゃもじなどを使用したプレイは唯一無二である。大森靖子、水曜日のカンパネラ、NATURE DANGER GANG、ふぇのたす、Suger's campaignなど話題のアーティストとの共演多数。

## 来歴
大学時代に化学を学び、教員免許中高理科数学、学芸員課程を修了する。平行してSMAにて芸人活動を行う。卒業し『天才・たけしの元気が出るテレビ!!』『マネーの虎』『けものがれ俺らの猿と』の影響でSODグループに入社し、広報やアシスタントプロデューサーを経験。退社後は写真家の照沼ファリーザ（晶エリー、新井エリー、大沢佑香）の事務所に所属。この頃に学生時代に見に行って憧れだったPOLYSICSハヤシと共演できたらという気持ちだけでDJをスタート。渋谷club camelotのLOVEBEATに参加。センター街でビラ撒きをしているとTRUMPROOM PR、アルファTOMOTHに遭遇。数日後にTRUMPROOMグループのスタッフとして参加。2010年、ASOBISYSTEM主催レジデントにやついいちろうを迎えたパーティASOPARAにレギュラー参加。SUMMERSONIC OSAKA2010、2011、響音楽祭出演。

## 出演

### 2011年
中田ヤスタカ主催TAKENOKOレギュラー参加。デビュー前のきゃりーぱみゅぱみゅ、Unaが出演の未成年のためのデイイベントで、これをキッカケにDJきゃりーぱみゅぱみゅでのサポートを務める。

### 2012年
TAKENOKO金沢公演をキッカケに、福岡、札幌、大阪、広島、名古屋のZEEP規模ツアー参加。
（TAKENOKOチーム are 中田ヤスタカ、きゃりーぱみゅぱみゅ、RAMRIDER、西村ひよこちゃん）
アソビ大規模イベントASOBINITEでageHaデビュー。
サブカルDJイベントVIVIVIレギュラー。
自主イベント豪華ゲストによるひよこ聖誕祭、女子のみ参加可のひよこ女子会主催。
年齢の事や将来が気になり、大好きだったpaulsmithに就職、年末のm-flo主催BONENKAI2012参加のため退社。

### 2013年
TAKENOKO東横線渋谷駅跡地、ASOBIPARK@大阪アメリカ村サーキット(三角公園にてDJ)
アフターパーティではtomoyuki tanaka(FPM)、TJO(block.fm)とB2Bを経験。
Rhythmholic@ageHa　w)DARRDEN EMERSON
ソロで仙台、福岡、水戸、金沢でDJゲスト参加。
マドモアゼルユリア、奈良裕也のDJツアー静岡公演参加。
カメラマン米原康正と共同主催古着屋スピンズ原宿二号店にて原宿会開催
出演)テンテンコ(exBiS)、ジュリワタイ、サクライリカ(exYGA)、onep
でんぱ組×スピンズコラボグッズイベントin池袋にてDJ
渋谷club atom月曜日レギュラーゲストDJ(〜現在)
アイドル多数出演イベントハチャメチャ祭レギュラー(〜現在)
きゃりーぱみゅぱみゅ生誕ASOBINITEでは朝5時にもかかわらずBOXフロアで入場規制。
m-flo主催BONENKAI2013参加。
渋谷club asiaラウンジフロアカウンドダウン担当。

### 2014年
二十祭@なんばhatch
TAKENOKO船の科学館公演(+特番:J-WAVE COLLECTIONナビゲーター、mix OA)
フランスJAPANEXPO、ロンドンHYPERJAPAN、東京体育館もしもしニッポンFES参加。
BiS解散前連日イベント出演。
Vampillia主催イベント参加。 w)戸川純
森ビル展望台MADOLOUNGEでの六本木アートナイトにてadidas×アンディウォーホール、pixiv祭にてDJ参加。
KAWASAKI HALLOWEEN公式アフターイベント@川崎チッタ
アメリカザリガニ主催アニソンハロウィン
渋谷109ハロウィンナイト
クリスマスイブにてageHa最大集客SABISHINBO NIGHT2014冬にてBOXフロア主催
東京ガールズコレクションTGCNIGHT〜Xmas〜
関西版！ALLMIX IN KANSAI@堂島リバーフォーラム

### 2015年
バンド、マイナーリーグ柴田主催ワングラ、killie伊藤主催イベント参加。
DJダイノジ主催ジャイアンナイト豊満の風平井企画参加。
カルチャーパーティ「TokyoDecadance」運営Barのグランドオープンイベント
新宿ロフトプラスワン新年会参加。
DMM×pixiv主催すごい豆まき2015、アフターパーティ参加
ASOBI×ageHaハロウィン出演、1フロアプロデュース
SABISHINBONIGHT2015出演&1フロア主催

### 2016年
ASOBINITEきゃりーぱみゅぱみゅBDスペシャル出演
pixiv主催すごい豆まき2016、アフターパーティ参加
香港遠征(演劇アイドル'アリスプロジェクト'のVカメラマン)
ageHa×TOKYO SLYLE主催
'agePa'レギュラー(〜2016/4)
北海道ツアー@札幌(ロックイベント)
アイドルグループ'アリスインアリス'スペースラブリーチュートリアルMV監督

## ディスコグラフィー

### ミックスCD
- 『DJ MEGUMI'S BiS MiX』 BiS（2015年5月27日）
- 『ザ・クレイジーSKB SUPER DESTROY MIX』殺害（2016年1月11日）

### remix 参加
★『デイドリーム 祈り』銀杏BOYZ(2018年)
＊エンディング挿入歌:銀河鉄道の昼(銀杏鉄道の夜remix)